# Gratiola neglecta
Gratiola neglecta là một loài thực vật có hoa trong họ Mã đề. Loài này được Torr. mô tả khoa học đầu tiên năm 1819.

## Hình ảnh

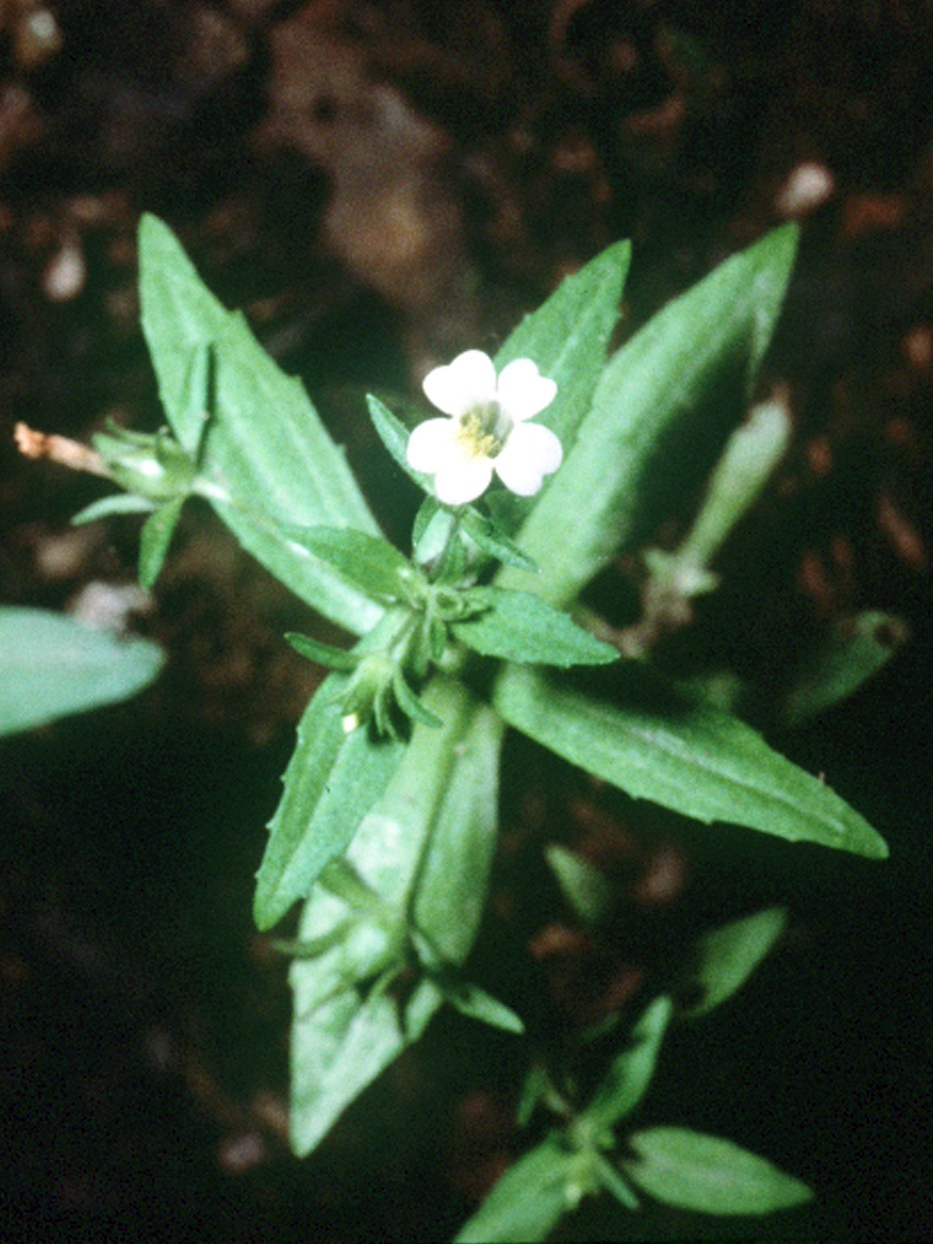
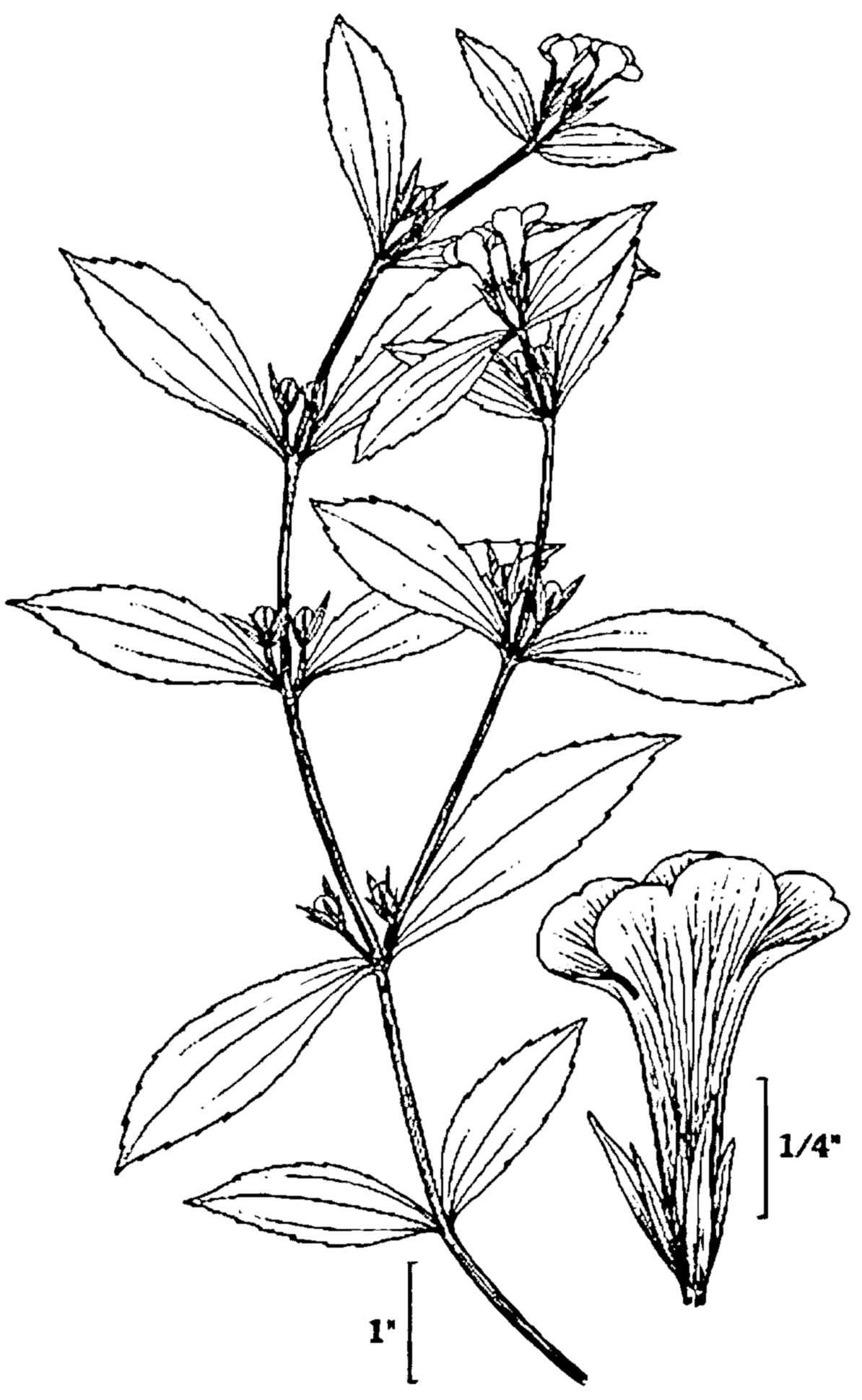